# Elios Manzi
Elios Maria Manzi (* 28. März 1996 in Messina) ist ein italienischer Judoka. Bis 2024 gewann er drei Bronzemedaillen bei Europameisterschaften.

## Sportliche Karriere
Elios Manzo begann in der Gewichtsklasse bis 50 Kilogramm. Er wurde 2011 U17-Europameister und Zweiter der Kadettenweltmeisterschaften. 2013 gewann er in der Gewichtsklasse bis 55 Kilogramm bei den U18-Europameisterschaften und wurde erneut Zweiter der Kadettenweltmeisterschaften. 2014 nahm er an den Olympischen Jugendspielen in der Gewichtsklasse bis 66 Kilogramm teil und belegte nach drei Siegen und zwei Niederlagen den neunten Platz. 2014 und 2015 gewann Manzi den italienischen Meistertitel in der Gewichtsklasse bis 60 Kilogramm. Bei den Europameisterschaften 2016 in Kasan besiegte Manzi im Viertelfinale den Armenier Howhannes Dawtjan und unterlag im Halbfinale dem Aserbaidschaner Orxan Səfərov. Mit einem Sieg über den Georgier Amiran Papinaschwili erkämpfte Manzi eine Bronzemedaille. Bei den Olympischen Spielen 2016 in Rio de Janeiro schied Manzi in seinem Auftaktkampf gegen den Südkoreaner Kim Won-jin aus.
2018 kämpfte Manzi in der Gewichtsklasse bis 66 Kilogramm, 2019 wieder in der Gewichtsklasse bis 60 Kilogramm. Er konnte aber in beiden Jahren keine nennenswerten Platzierungen erreichen. Seit 2021 tritt er wieder in der Gewichtsklasse bis 66 Kilogramm an. Bei den Europameisterschaften 2022 in Sofia unterlag Manzi im Viertelfinale dem Spanier Alberto Gaitero. Mit einem Sieg in der Hoffnungsrunde gegen Jewhen Honcharko aus der Ukraine erreichte Manzi den Kampf um eine Bronzemedaille, den er gegen den Aserbaidschaner Yashar Najafov gewann. Damit hatte er nach sechs Jahren seine zweite Europameisterschaftsmedaille gewonnen. Bei den Weltmeisterschaften in Taschkent verlor Manzi im Viertelfinale gegen den Japaner Hifumi Abe. In der Hoffnungsrunde bezwang er den ukrainischen Europameister Bohdan Jadow, den Kampf um Bronze verlor Manzi gegen den Südkoreaner An Ba-ul. Zwei Wochen später gewann Manzi in Abu Dhabi sein erstes Grand-Slam-Turnier. Im April 2024 bei den Europameisterschaften in Zagreb unterlag Manzi im Viertelfinale dem Türken Muhammed Demirel. Im Kampf um Bronze bezwang Manzi seinen Landsmann Matteo Piras.
Der 1,55 Meter große Elios Manzi kämpft für die Fiamme Gialle, die Sportabteilung der Guardia di Finanza.